# Алея модрини (пам'ятка природи)
Але́я модри́ни — ботанічна пам'ятка природи місцевого значення в Україні. Розташована на території Болехівської міської громади Калуського району Івано-Франківської області, на захід від міста Болехів.
Площа — 5,4 га, статус отриманий у 1988 році. Перебуває у віданні ДП «Болехівський держлісгосп» (Болехівське лісництво, квартал 50, виділ 20).